# Pierre Napoleon Bonaparte

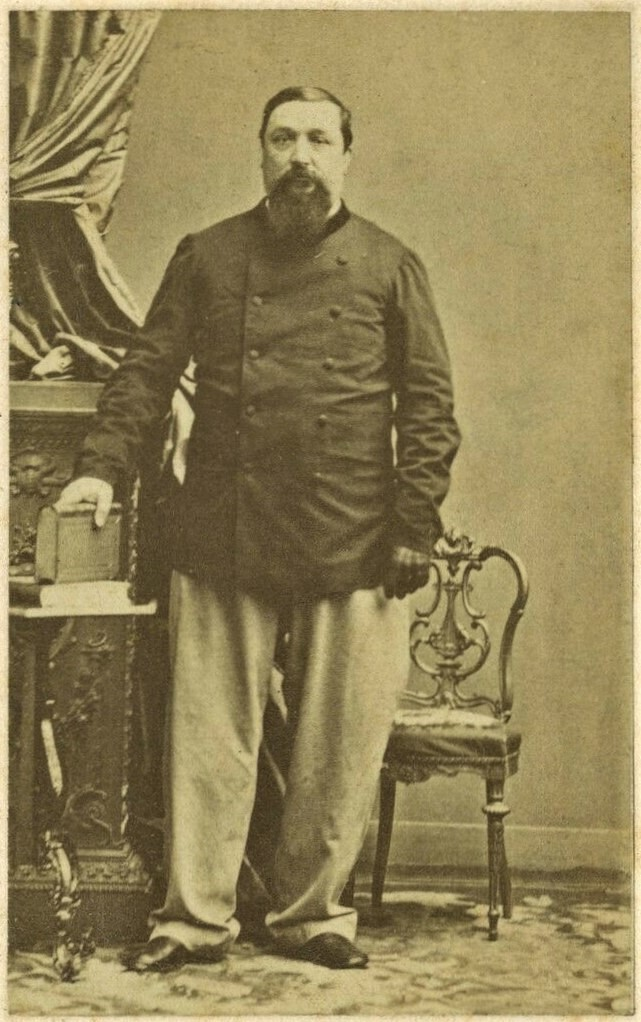
Pierre Bonaparte

Pierre Napoleon Bonaparte (Rome, 11 oktober 1815 - Versailles, 7 april 1881) was een Frans politicus. Hij was een zoon van Lucien Bonaparte en daarmee een neef van keizer Napoleon Bonaparte.
Hij sloot zich in 1830 aan bij opstandige bendes in Romagna, voegde zich een jaar later bij zijn oom Jozef en werd in 1835 in Rome door de paus gevangengenomen. Hij kwam in 1836 weer vrij en trok naar Engeland en vervolgens naar Daverdisse, waar hij tien jaar verbleef op de hoeve van Mohimont. In 1848 keerde hij terug naar Frankrijk en werd lid van de Nationale Vergadering voor het departement Corsica. Hij was een uitgesproken republikein en had socialistische sympathieën.

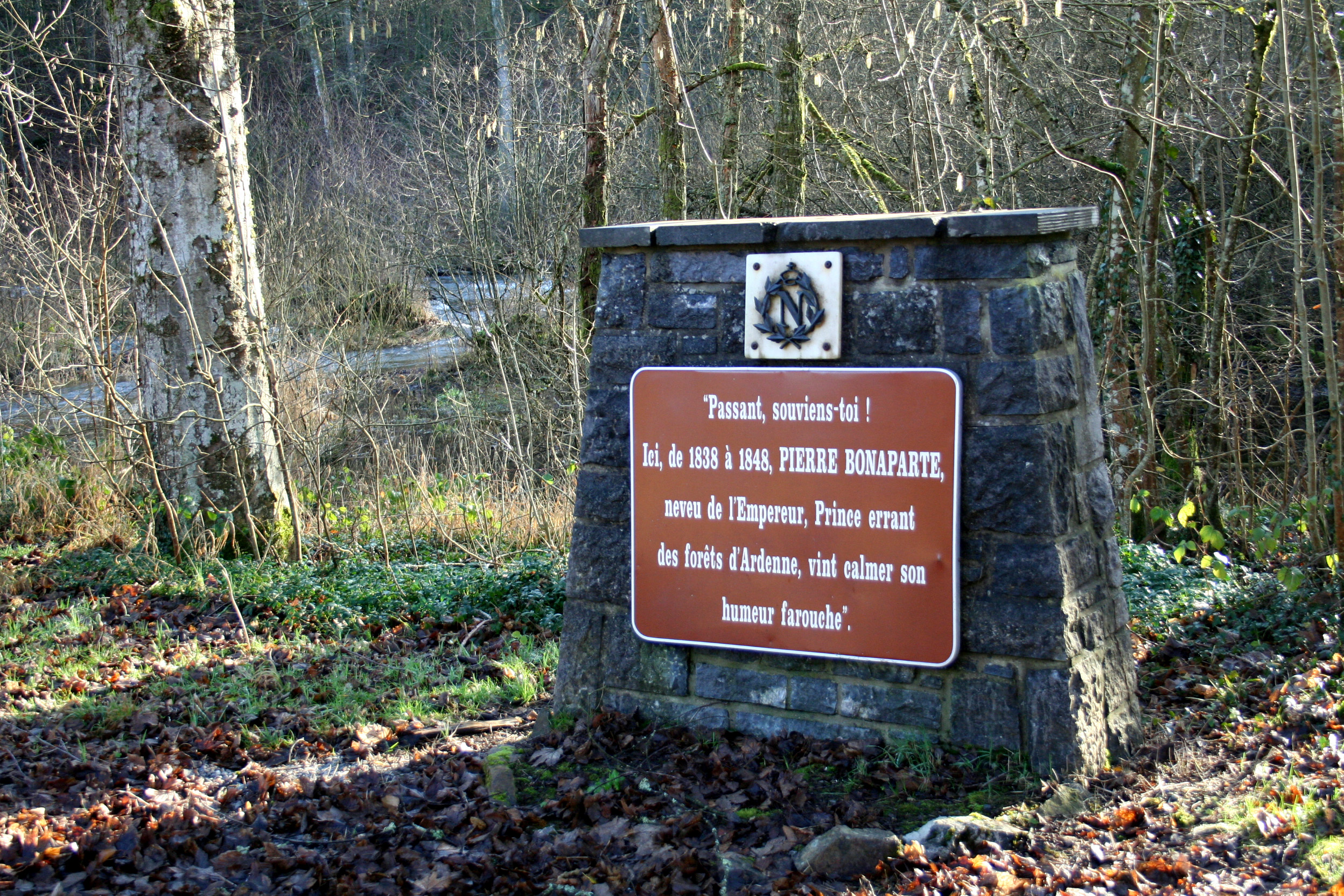
Daverdisse, herdenkingsplaat voor de prins Pierre Bonaparte.

Bonaparte keurde de staatsgreep van zijn neef Napoleon III op 2 december 1851 af en werd gedurende het Tweede Keizerrijk op afstand van de regering gehouden - niet alleen om zijn politieke gezindheid maar ook vanwege zijn huwelijk in 1867 met de arbeidersdochter Justine Eléonore Ruffin. Uit dit huwelijk werden tien kinderen geboren, onder wie een zoon, Roland Bonaparte, de vader van Marie Bonaparte. Hij verzoende zich echter met de keizer en nam de titel van prins aan. Hierop werd hij prompt verlaten door zijn republikeinse volgelingen en verloor hij elk politiek belang. Hij wijdde zich aan de literatuur en publiceerde enkele (matig ontvangen) gedichten.
Op 10 januari 1870 kwam Bonaparte echter weer groots in het nieuws toen hij de journalist Victor Noir met zijn revolver doodschoot. De republikeinse journalist Paschal Grousset, die een campagne tegen Bonaparte voerde, had Noir samen met een andere journalist op pad gestuurd om de prins tot een duel uit te dagen. In de woordenwisseling die hierdoor ontstond gaf Noir Bonaparte een oorvijg. Deze trok op zijn beurt een revolver en schoot de journalist dood.
Deze daad bracht de republikeinse pers in rep en roer en men eiste dat hij berecht zou worden. Er werd zelfs geld ingezameld om een monument ter ere van (de daarvóór relatief onbekende) Victor Noir op te richten. Het hooggerechtshof te Tours sprak Pierre echter op 27 maart 1870 vrij en dit gaf aanleiding tot grote republikeinse betogingen.
Bonaparte stierf op 65-jarige leeftijd te Versailles. Aan zijn dood werd weinig aandacht geschonken.
- Biblioteca Nacional de España: XX1783017
- Bibliothèque nationale de France: cb13756107z (data)
- Gemeinsame Normdatei: 116237643
- International Standard Name Identifier: 0000 0001 0973 2900
- Library of Congress Control Number: no2010023287
- Base Léonore: LH//277/61
- Nederlandse Thesaurus van Auteursnamen: 101925751
- Istituto Centrale per il Catalogo Unico: LIAV154444
- SNAC: w66t3js1
- Système universitaire de documentation: 074007505
- Trove: 1529435
- Virtual International Authority File: 54328245
- WorldCat: E39PBJyxftKT7J4JyTBKJXXKh3